# 和尚桥镇
和尚桥镇，是中华人民共和国河南省许昌市长葛市下辖的一个乡镇级行政单位。位于长葛市中西部，距许昌市区22千米。京广铁路、107国道纵贯镇境，长（葛）禹（州）公路与长（葛）鄢（陵）公路在境内对接。面积64.9平方千米，1997年人口13.5万。

## 历史
1958年建立和尚桥公社，1962年改区，1966年复改公社，1982年改为城关镇，1987年更名为和尚桥镇。

## 行政区划
和尚桥镇下辖以下地区：
秦公庙村、范庄村、南坡杨村、关庄村、张营村、于井村、任庄村、杜村寺村、辛庄村、南韩庄村、贾庄村、秦庄村、楼张村、蒋庄村、樊楼村、张固店村、岗杨村、太平店村、段庄村、木锨刘村、茶杨村、牛庄村和新张营村。

## 交通
- 京广铁路：长葛站